# Ахмед ібн Мухаммед ібн Халіфа
Ахмед ібн Мухаммед ібн Халіфа (араб. أحمد بن محمد بن خليفة) — глава роду Аль-Халіфа в Бахрейні, а також перший монарх або хакім країни. Усі наступні монархи Бахрейну з цієї династії ведуть своє походження від Ахмеда ібн Мухаммеда ібн Халіфи. Його також називають Ахмед аль-Фатех (Ахмед Завойовник) за завоювання Бахрейну.
Родина Ахмеда правила в Катарі. Коли Ахмед прийшов до влади, то він також узяв до своїх рук владу в Бахрейні. У XIX столітті родина втратила Катар. Нині династія править у Бахрейні.
Мав чотирьох синів: Абдуллу, Салмана, Мохамеда і Юсуфа.